# Бальбі
Бальбі (англ. Mount Balbi) — стратовулкан, найвища вершина на острові Бугенвіль, що входить до складу Автономного регіону Бугенвіль в Папуа Новій Гвінеї. Висота 2715 метрів.

## Географія
Абсолютна висота вулкана 2715 метрів над рівнем моря, відносна висота також становить 2715 м. За відносною висотою вулкан належить до ультра-піків світу і посідає 13 те місце в Океанії та 5-те те місце в Папуа Новій Гвінеї. Це один з найпівнічніших вулканів острова, окрім вулкана Торе (2200 м).
Схили вулкана до висоти 1300 м вкриті деревами. З 1300 м до 2300 м переважають зарості бамбука. Мохи домінують на висоті понад 2300 м.
Вершина Бальбі складена зрощеними кількома конусами попелу, кратерами та куполами лави і містить поле сольфатару. Пологий виступ з координатами 05°54′09″ пд. ш. 154°59′28″ сх. д. / 5.90250° пд. ш. 154.99111° сх. д. — найвища точка вулкана і острова. На південний схід від вершини є п'ять вулканічних кратерів, один з яких містить кратерне озеро. З боків вулкана утворилися три великі амфітеатральні долини. Найбільша з цих долин розташована на північному схилі; її довжина 7 км, ширина 3 км і глибина 610 м. Інші долини розташовані на південному і північно-східному схилах вулкана.

## Виверження
В сучасну історичну добу вулкан не вивергався; існують лише невизначені записи переказів місцевих жителів, які дали припущення про можливе виверження вулкана близько 1825 року (± 25 років) і яке забрало життя багатьох людей. Фумарольну активність можна спостерігати в кратері «В» на західних схилах Балбі. Поблизу інших кратерів також є численні фумароли.